# Kapena Moveo
Le Kapena Moveo est un autobus de taille midi fabriqué et commercialisé par le constructeur italo-polonais Cacciamali Kapena. 
L'ancêtre de ce véhicule a été conçu et fabriqué par le constructeur italien Cacciamali en 2003, remplacé par les Irisbus Proxys et Proway jusqu'en 2013. 
En 2014, Cacciamali Kapena en reprend les lignes générales de la carrosserie, notamment la face avant toujours dans l'air du temps et réalis ce modèles sur un nouveau châssis Iveco et un moteur Iveco Tector de dernière génération Euro 6b.

## Histoire
Cet autobus/autocar est dû au carrossier italien Cacciamali qui a réalisé de nombreux modèles d'autocar et autobus sur des bases Fiat V.I. à l'origine, Iveco ensuite. C'est en 2003 que la production du Cacciamali TCI 840 GT, l'ancêtre des Proxys et Moveo, a débuté.
À la suite du rachat par Cacciamali du constructeur polonais Kapena SA en 2000, plusieurs modèles italiens ont été fabriqués sous licence par Kapena. À partir de 2003, tous les véhicules fabriqués ont porté la marque Irisbus Iveco. 
Le Moveo est construit sur la base du châssis Iveco MidiRider produit par l'usine italienne de Brescia et propulsé par un moteur 6 cylindres Tector 67 F4B d'une cylindrée de 6.728 cm3 développant une puissance de 160 kW (217 ch) à 2.500 tr/min, respectant la norme Euro 6b.

La production par la société Cacciamali Kapena a débuté en 2014, mais contrairement aux Proxys et Proway, il n'est disponible qu'en une seule version longue. Le volume du coffre à bagages placé à l'arrière est de 2,0 m³. La carrosserie en aluminium est fixée sur une structure rigide en acier galvanisé aux propriétés anticorrosion améliorées. Les faces avant et arrière, les plus exposées, sont en fibre de verre armée. Il peut accueillir jusqu'à 38 passagers sur des fauteuils recouverts de velours fabriqués par la société italienne Gibicar ou 34 passagers et 1 fauteuil roulant.

Comme les Irisbus Proxys et Proway, le Moveo est disponible en deux versions, service régulier de ligne ou ramassage scolaire. Le véhicule est équipé de l'air climatisé et de vitrages teintés. Le poste de conduite n'est opérationnel qu'après usage de l'éthylotest.

La gamme Moveo n'est pas commercialisée par le réseau Iveco Bus mais par des importateurs indépendants.